# Hamblin (California)
Hamblin è una comunità non incorporata degli Stati Uniti d'America situata nella Contea di Kings, nello Stato della California. Si trova a una distanza di circa 3,2 km a est di Hanford.